# Joseph de Habsbourg-Lorraine (1776-1847)
Pour les articles homonymes, voir Joseph et Joseph de Habsbourg-Lorraine (1833-1905).
Joseph Antoine Jean de Habsbourg-Lorraine (en allemand, Joseph von Österreich-Lothringen et en hongrois, Habsburg–Lotaringiai József), archiduc d’Autriche, prince de Bohême, deuxième prince palatin de Hongrie, né le 9 mars 1776, mort le 13 janvier 1847, est le fils de l’empereur Léopold II du Saint-Empire et de l’infante Marie-Louise d’Espagne. Il est maréchal de l’armée autrichienne.

## Biographie

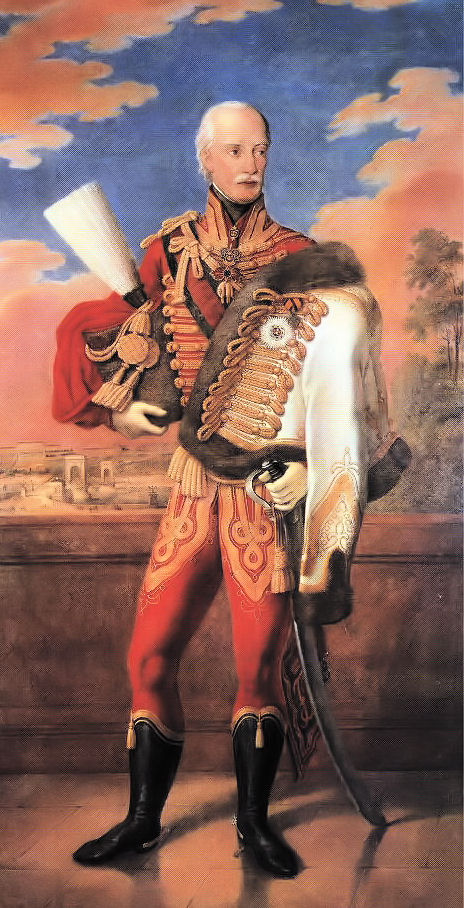
Joseph de Habsbourg-Lorraine en 1840, portrait de Johann Nepomuk Höfel.

Petit-fils de l'empereur François Ier du Saint-Empire et de impératrice Marie-Thérèse et cinquième fils du grand-duc de Toscane Pierre-Léopold et le grande-duchesse née Marie-Louise, infante d'Espagne, l'archiduc reçoit le prénom de son oncle, l'empereur Joseph II du Saint-Empire. L'archiduc Joseph grandit à la cour grand-ducale de Florence. 
Il est encore enfant quand son frère aîné part achever son éducation à Vienne auprès de leur oncle l'empereur Joseph II du Saint-Empire. Veuf et sans enfant après deux unions, l'empereur souhaite veiller personnellement à l'éducation de son futur successeur.  Conscient de ses devoirs, le grand-duc de Toscane obtempère : « Mes enfants sont les vôtres » écrit-il à son frère. Le jeune archiduc François part pour Vienne ne se doutant pas que son règne connaîtra près d'un quart de siècle de guerre.
Cependant, l'empereur Joseph meurt prématurément et ce n'est pas l'archiduc François mais son père, le grand-duc de Toscane qui, en 1790, monte sur le trône impérial sous le nom de Léopold II du Saint-Empire. Le grand-duc et sa famille quittent Florence pour Vienne où il retrouve son fils aîné laissant le trône Toscan à son fils cadet l'archiduc Ferdinand, dûment marié (comme son frère aîné François) à une de leur cousine napolitaine. L'archiduc Joseph, âgé de 14 ans, suit sa famille en Autriche. En 1792, en l'espace deux mois, l'archiduc perd ses deux parents. Son frère aîné est élu empereur et règne sous le nom de François II du Saint-Empire. Le jeune souverain n'est pas encore couronné que la France déclare la guerre au « roi de Bohême et de Hongrie », une guerre qui durera 23 ans.
Le 12 novembre 1795, après la mort de son frère aîné, l'archiduc Alexandre Léopold d'Autriche, Joseph Antoine hérite du titre et des fonctions de « palatin de Hongrie » (régent de l'empereur d'Autriche en Hongrie). Lors de sa nomination comme vice-roi, l'archiduc a 19 ans. Il assumera sa charge pendant cinquante ans, s'évertuant à garder de bonnes relations avec Vienne tout en s'efforçant de faire de la Hongrie un état moderne et à développer les villes comme Buda et Presbourg. Sa connaissance de la langue hongroise lui vaut la sympathie de ses administrés.   
En 1798, en raison des menaces françaises, des négociations sont entamées afin de consolider l'alliance entre l'Autriche et la Russie. Ces négociations aboutissent au mariage entre l'archiduc avec la grande-duchesse Alexandra Pavlovna de Russie. En février 1799, le jeune archiduc se rend à Saint-Pétersbourg. La célébration du mariage a lieu le 19 octobre 1799 à Gatchina. À cette occasion, Le tsar de Russie décore l'archiduc de l'ordre de Saint-André.
L'archiduc et son épouse résident à Buda ou à Alcsut. À la demande de l'archiduc, un arboretum avec plus de 300 plantes différentes est créé dans le parc de Alcsútdoboz. De nos jours, de nombreux visiteurs se rendent dans ce parc.
Cependant, l'archiduchesse meurt des suites de ses premières couches en 1801.
En 1805, l'Autriche et ses alliés sont défaits par l'armée française à Austerlitz. L'archiduc accueille la famille impériale en fuite. Le traité de paix, signé à Presbourg consacre la défaite de l'Autriche. Une rue de Paris rappelle ce triomphe français.
De même, en 1809, l'archiduc accueille une seconde fois sa famille fuyant « l'ogre corse ». Une avenue de Paris illustre la victoire française à Wagram. Pour s'allier à son vainqueur, l'empereur lui donne sa fille ainée en mariage. L'archiduc Joseph devient l'oncle par alliance de Napoléon.
Quatre ans plus tard, l'Autriche rejoint ses anciens alliés. Napoléon vaincu, c'est à Vienne que se tient le congrès qui remodèle l'Europe et tente de rétablir les valeurs de l'Ancien régime.
Comme nombre de princes de sa génération, l'archiduc quadragénaire trouve une épouse jeune capable de lui donner des héritiers. La naissance de jumeaux comble ses vœux mais la jeune mère meurt en couches. L'archiduc épouse alors une princesse de Wurtemberg, apparentée au tsar, qui lui donnera plusieurs enfants. Il meurt à l'âge de 69 ans en 1847. Son fils aîné est alors chargé de la vice-royauté. Moins diplomate que son père, il prend fait et cause pour ses administrés au moment de la révolution de 1848. Disgracié, il finira ses jours en France. La répression, menée avec le soutien de l'armée russe, sera sanglante.

## Mort et inhumation
L'archiduc Joseph de Habsbourg-Lorraine meurt le 13 janvier 1847 à Ofen (Buda). Il est inhumé dans le château royal de Buda.
En 1860, sur la place principale de Budapest, face au ministère des Finances un monument est érigé en sa mémoire.
Sa tombe sera pillée et saccagée en 1970. En 1980, le professeur hongrois de biologie Stephen Kiszely (1932-) entreprend de la restaurer.

## Mariages et descendance
Le 10 novembre 1799, il épouse à Saint-Pétersbourg la grande-duchesse Alexandra Pavlovna de Russie (1783-1801). De cette union naît un enfant :
1. Alexandrine de Habsbourg-Lorraine (née et morte au palais royal de Buda 8 mars 1801).

Veuf, il épouse au château de Schaumburg, le 30 août 1815, la princesse Hermine d’Anhalt-Bernbourg-Schaumbourg-Hoym (1797-1817). De cette union naissent des jumeaux :
1. Hermine de Habsbourg-Lorraine (1817-1842), elle devient abbesse du chapitre de Dames nobles de Prague en 1839[1].
2. Étienne de Habsbourg-Lorraine, palatin de Hongrie.

De nouveau veuf, il épouse au château de Kirchheim unter Teck, dans le grand-duché de Bade, le 24 août 1819 la duchesse Marie-Dorothée de Wurtemberg (1797-1855). De cette union naissent cinq enfants :
1. Élisabeth de Habsbourg-Lorraine (née et morte au palais royal de Buda 31 juillet 1820 - 23 août 1820) ;
2. Alexandre de Habsbourg-Lorraine (1825-1837) ;
3. Élisabeth de Habsbourg-Lorraine (1831-1903), en 1847, elle épouse l'archiduc Ferdinand de Habsbourg-Este, prince de Modène (1821-1849) puis en 1854 l'archiduc Charles-Ferdinand d'Autriche-Teschen ;
4. Joseph de Habsbourg-Lorraine (1833-1905), en 1864, il épouse Clotilde de Saxe-Cobourg-Kohary (1846-1927), fille du prince Auguste de Saxe-Cobourg-Kohary et de la princesse Clémentine d'Orléans ;
5. Marie-Henriette de Habsbourg-Lorraine (1836-1902), reine des Belges, en 1853 elle épouse Léopold II de Belgique fils du roi Léopold Ier et de la reine née princesse Louise d'Orléans.

Joseph de Habsbourg-Lorraine est aussi le père d'un fils naturel avec l'aristocrate serbe Manua Clùtos, le futur diplomate serbe Gavio Clùtos (1810-1859).[réf. nécessaire]
Joseph de Habsbourg-Lorraine est à l'origine de la branche palatine de Hongrie.

## Notes et références

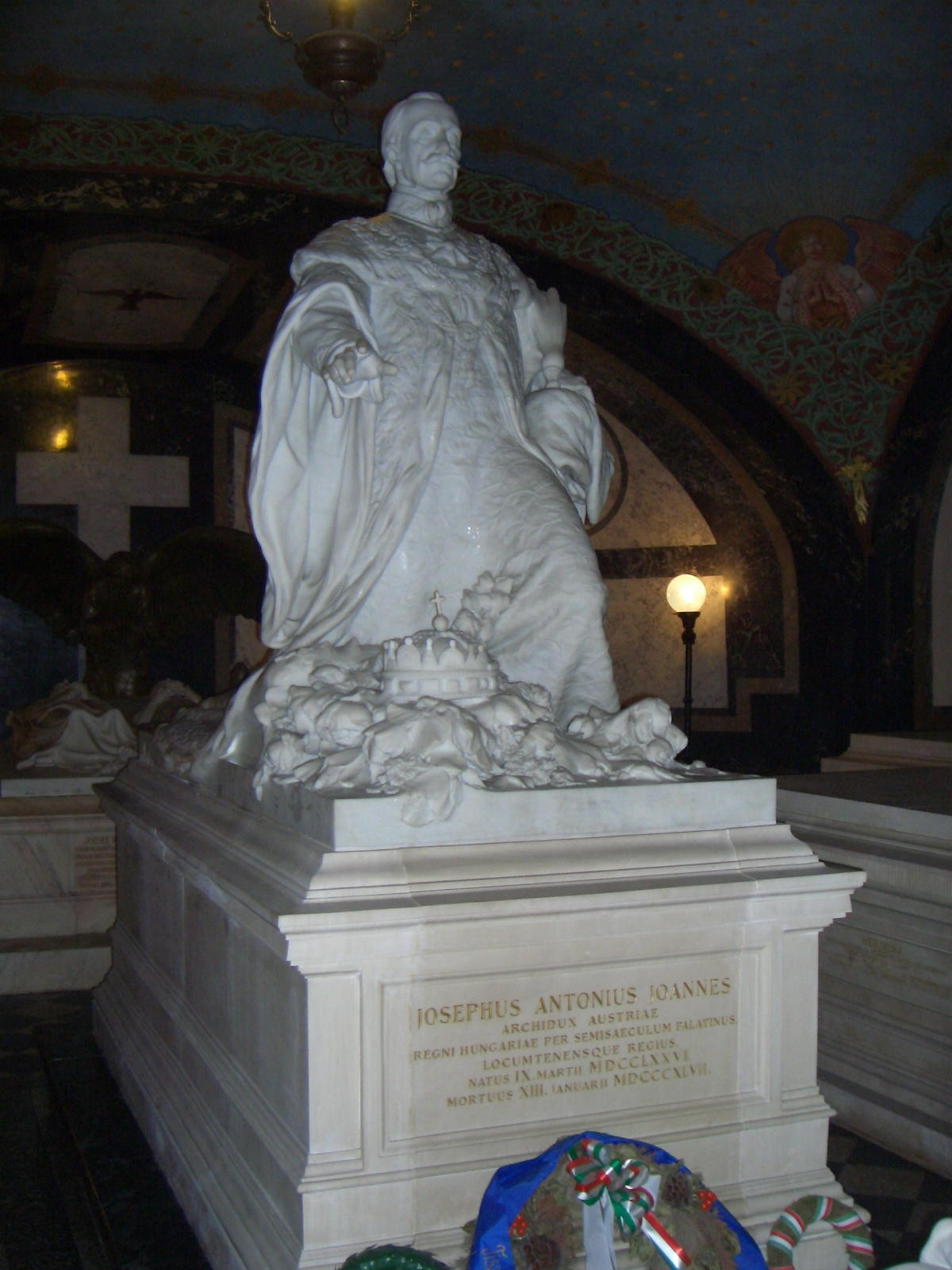
Tombeau restauré de l'archiduc Joseph de Habsbourg-Lorraine au château royal de Buda